# 模型情報
『模型情報』（もけいじょうほう）は、バンダイメディア事業出版課および同ホビー事業部から刊行されていた月刊情報誌。

## 概要
主にプラモデルや玩具などの自社製品の紹介・広報を目的に、主に模型店で配布・販売されていた。創刊当時の1979年8月号は無料だったが、その後は50円に有料化され、1984年7月号からは100円となった。1981年3月号から1984年6月号までは『タミヤニュース』と同じ定型封筒サイズの判型で、1982年からは読者の要望に応え、専用のファイルも発売されていた。1984年7月号からの価格変更にともない、B5判サイズに大型化した。100円時代の末期には編集にゼネラルプロダクツが関わっていたことから、漫画連載によってページ数が増大して『サイバーコミックス』に発展した。1988年7月号にて誌名を一度『MJ』（エムジェイ）に変更して200円となるが、1993年2月号より判型が小型化すると共に誌名は元に戻っている。1994年1月号（174号）で休刊した。
バンダイがスポンサードするロボットアニメの情報はどこよりも早いことが売りで、『機動戦士Ζガンダム』第21話に初登場するΖガンダムのイラストをいち早く表紙にしたり（カラーリングは準備稿のもの）、『蒼き流星SPTレイズナー』の終盤の主役メカに予定されていたレイズナーMk.IIのデザイン画の公開も早かった。しかし、同番組の放映打ち切りの情報は、他のどの雑誌よりも遅かった。
また、当時のバンダイはスケールモデルも主力商品であったため、ミリタリーモデル、カーモデルの記事や、『ザ・特撮コレクション』で『ウルトラマン』や『ゴジラ』の商品化を手がけた時期以降は特撮作品の記事（展開終了後も商品化とは関係ない過去作品（『電人ザボーガー』や『アイアンキング』など）を取り上げたり、海外SFX映画の記事などを経て、最末期には丸々一冊、当時の最新作である『ゴジラvsメカゴジラ』特集号というものもあった。
『機動戦士ガンダム 逆襲のシャア』の敵メカであるα・アジールのデザイン画を『月刊ニュータイプ』に先行公開された報復として、編集後記で『ファイブスター物語』の劇場映画化の報を『月刊ニュータイプ』に先んじて発表したこともあった。

## 休刊後の動き
- 2008年4月に発売されたリアルロボットレボリューションの1/100ウォーカー・ギャリアには、登場作品『戦闘メカ ザブングル』の放送当時（1982年）の本誌を模した小冊子「ウォーカーギャリア・メモリアルハンドブック」が付属しており、その表紙上部には薄く「模型情報」の表題が印刷されている。
- 2009年3月20日に『新・模型情報!!』と題して復刊されたが、同年7月発売のVol.2以降は発売されず休刊となった。
- 2017年5月に開催された第56回静岡ホビーショーにて、本誌の初期フォーマットを模したイベントリーフレットが配布された。2021年現在はバンダイ公式サイト[1]内にてPDFファイルがダウンロード可能。

## 模型情報・別冊
- MSバリエーション・ハンドブック1 1983/03/30
- MSバリエーション・ハンドブック2 1983//
- MSバリエーション・ハンドブック3 1983/10/
- 怪獣ハンドブック1 ゴジラ東宝怪獣編 1983/12/24
- 怪獣ハンドブック2 ウルトラ怪獣編 1984//
- 怪獣ハンドブック3 グレードアップ造形編 1984/04/
- MJマテリアル1 プリティ・フィギュア 1984/11/06 380円
- MJマテリアル2 銀河漂流バイファム スーパー・メカニック・ガイド 1984/12/28 280円
- MJマテリアル3 重戦機エルガイム スーパー・メカニック・ガイド 1985/03/20 380円
- MJマテリアル4 機動戦士Ζガンダム メカニック設定集&作例集 1985/06/08 480円
- MJマテリアル5 夢幻境戦士エリア / 原作：菊地秀行／イラスト：加藤洋之+後藤啓介 1985/06/08 500円
- MJマテリアル6 機動戦士Ζガンダム キャラクター設定フィギュア&名場面集 1985/08/10 560円
- MJマテリアル7 魔法の天使クリィミーマミ ロング・グッドバイ 1985/08/10 560円
- 模型情報 ペーパークラフト 1/100ウォーカーギャリア 1985/08/10 600円
- MJマテリアル8 魔法のプリンセス・ミンキーモモ 夢の中の輪舞 1985/11/20 560円
- MJマテリアル9 模型情報 FRESH! BRAIN フレッシュブレイン 第1回人材企画作品集 1985/11/20 500円
- MJマテリアル10 機動戦士ガンダムΖΖ&Ζ 保存版設定資料集 1986/06/25
- NEWモビルスーツバリエーションハンドブック1 1993/11/
- NEWモビルスーツバリエーションハンドブック2 1994/05/
- MSバリエーション・ハンドブック 復刻版 2011//

## 関連人物
- 横井孝二
- 北崎拓
- 曽田正人
- 赤井孝美